# スヴィレープイ (駆逐艦・2代)
スヴィレープイ（ロシア語:Свирепый）は、ソ連で建造されたストロジェヴォイ級駆逐艦。艦名は、「凶暴な、獰猛な」といった意味のロシア語の形容詞である。

## 艦歴
スヴィレープイはグネフヌイ級駆逐艦として1936年11月29日にレニングラードで起工されたが、1938年12月30日にストロジェヴォイ級駆逐艦として再設計され、1939年8月28日に進水した。1941年6月22日の就役と同日にドイツ軍のソ連侵攻作戦であるバルバロッサ作戦が開始され、スヴィレープイは試験工程を大幅に短縮しソ連海軍に加わり、7月1日から2日にかけて、姉妹艦のスメールイとストラーシュヌイとともに戦艦オクチャブリスカヤ・レヴォリューツィヤをタリンからクロンシュタットまで護衛した。
7月13日から19日にかけては、再びスメールイ、ストラーシュヌイとともにヴァイナメリ海とリガ湾で行動し、ドイツ軍の度重なる航空攻撃を退けた[10]。7月16日に至近距離で爆弾の爆発を受け、複数の区画が浸水および左のプロペラシャフトが湾曲し、乗組員2名が死亡、8名が負傷した。7月20日にタリンへ帰投する際、ヴァイナメリ海でドイツのSボートによる攻撃を受けたが、煙幕により無事後方へ離脱した。
スヴィレープイは7月の頭から作戦行動に参加していたが、正式にバルチック艦隊の第4駆逐師団に配備されたのは7月18日であった。
戦後バルチック艦隊が分割された際、スヴィレープイは第4艦隊に所属した。1947年7月10日から1951年1月2日または1955年7月6日まで、ロストックのネプトゥーン・ヴェルフトで近代化改修が行われた（改修完了日は諸説あり）。本艦の乗員は1958年1月28日に解散、同年4月3日に海軍船籍から抹消、解体された。

## 関連図書
- Budzbon, Przemysaw (1980). “Soviet Union”. In Chesneau, Roger. Conway's All the World's Fighting Ships 1922–1946. Greenwich, UK: Conway Maritime Press. pp. 318–346. ISBN 0-85177-146-7